# Jean Kerhervé
Jean Kerhervé (Concarneau, 6 de julio de 1946) es un historiador medievalista francés.

## Biografía
Estudiante de historia en la Universidad de Bretaña Occidental a Brest, profesor asociado de historia en 1969, comienza su carrera docente en el Liceo de Harteloire (1969-1970) en Brest. Al año siguiente, enseñó en la Universidad de Bretaña Occidental, facultad de Letras y Ciencias Sociales, como asistente, luego profesor asistente (1981), conferenciante (1983) y finalmente profesor universitario (1988). Ha ocupado varios cargos, como los de subdirector del Centro de investigaciones bretonas y célticas (Centre recherche bretonne et celtique, CRBC) (1988-1994), vicepresidente de la Sociedad de Historiadores Medievales de la Educación Superior Pública (1993-2004), miembro y luego presidente de la sección 21ª del Consejo Nacional de Universidades (1992-2003); es miembro del Comité de Historia Económica y Financiera de Francia (1997-2012) y del Comité de Trabajo Histórico y Científico (2001-2012).
Especialista en historia medieval y en la civilización de Bretaña, estudia en particular la historia financiera de Francia en la Baja Edad Media; el ducado de Bretaña durante la época de los Montfort (1364-1491): construcción política, estructuras administrativas y gestores; el sentimiento identitario en la Bretaña de la Edad Media; sociedad y economía bretonas al final de la Edad Media.
En 1988, ganó el primer Premio Gobert de Historia de la Academia de las Inscripciones y de las Bellas Letras por su obra L'État breton aux XIVe siècle et XVe siècle. Les ducs, l'argent et les hommes (en español, El estado bretón en los siglos XIV y XV. Los duques, el dinero y los hombres).
En 2005, fue condecorado con la Orden del Armiño.

## Publicaciones

### Obras
- Les Biens de la Couronne dans la sénéchaussée de Brest et Saint-Renan (en coll. avec Anne-Françoise Pérès et Bernard Tanguy), Rennes, Institut Culturel de Bretagne, 1984.
- L'État breton aux XIVe et XVe siècles. Les ducs, l'argent et les hommes, 2 vol., Maloine, 1987, ISBN 2224017030.[1]
- " Quimper", Paris, CNRS, 1988 (Atlas des villes de France).
- Saint-Brieuc, Paris, CNRS, 1991 (Atlas des villes de France).
- 1491. La Bretagne, terre d'Europe, (codirection avec T. Daniel et contribution), Actes du colloque de Brest, 2-4 octobre 1991, Quimper-Brest, 1992, 520 p., ISBN 2-906790-02-8
- Histoire de Quimper, direction et contribution, Privat - Société archéologique du Finistère, Toulouse-Quimper, 1994.
- Histoire de la France: la naissance de l'État moderne 1180-1492, Hachette, Paris, 1998.
- Finances, pouvoirs et mémoire (codirection avec A. Rigaudière et contribution), Mélanges offerts à Jean Favier, Paris, Fayard, 1999.
- Études sur la noblesse en Bretagne du Moyen Âge à nos jours, (direction et contribution), Rennes, I.C.B. – Presses universitaires de Bretagne (PUR), 1999.
- L'Impôt au Moyen Âge. L'impôt public et le prélèvement seigneurial, fin XIIe-début XVIe siècle (codirection avec A. Rigaudière et P.Contamine, et contribution), Paris, Comité pour l'histoire économique et financière de la France, 2002.
- Toute l'histoire de la Bretagne (en collaboration avec J.-C. Cassard et al., Morlaix, 2003 (IIe partie, chap. 2, 3, 4, p. 165-201 et 237-340).
- Les Vitraux de la cathédrale Saint-Corentin de Quimper, (en collaboration avec Y.-P. Castel, T. Daniel, J.-P. Le Bihan, A. Brignaudy), Quimper, 2005.
- Monnaies, fiscalités et finances au temps de Philippe le Bel, (codirection avec Philippe Contamine et A. Rigaudière), Paris, Comité pour l’histoire économique et financière de la France, Paris, 2007.
- Vérité poétique, vérité politique: Mythes, modèles et idéologies politiques au Moyen Âge, (codirection, en collaboration avec J.-C. Cassard et É. Gaucher), Brest, 2007.
- Châteaux et modes de vie au temps des ducs de Bretagne, XIIIe-XVIe siècle, (codirection avec A. Salamagne et G. Danet.), Tours-Rennes, 2013.